# Perdiu boscana de Roll
La perdiu boscana de Roll (Arborophila rolli) és una espècie d'ocell de la família dels fasiànids (Phasianidae) que habita al nord de Sumatra. S'ha considerat una subespècie d'A.orientalis.